# Orthorrhynchium balanseanum
Orthorrhynchium balanseanum är en bladmossart som beskrevs av C. Müller 1896. Orthorrhynchium balanseanum ingår i släktet Orthorrhynchium och familjen Orthorrhynchiaceae. Inga underarter finns listade i Catalogue of Life.